# قرملة (نبات)
القَرْمَلَةُ أو كِيسُ الرَّاعِي (الاسم العلمي: Capsella)، جنس نباتات عشبية مُحْوِليّة (ثنائية الحول) من فصيلة الكرنبية. وهو قريب من رشاد الصخر، ونسلية، ونبتة الشق.